# فيليب ألبرت (لاعب كرة قدم)
فيليب ألبرت (بالألمانية: Philipp Albert)‏ (15 أبريل 1990 في ألمانيا - ) هو لاعب كرة قدم ألماني في مركز الوسط. لعب مع فيهين فيسبادن وSFC Stern 1900 ‏ وRSV Würges ‏.

## وصلات خارجية
- فيليب ألبرت على موقع قاعدة بيانات كرة القدم.إي يو (الإنجليزية)
- فيليب ألبرت على موقع عالم كرة القدم.نت (الإنجليزية)